# Primeiro Secretário do Partido Comunista de Cuba
O Primeiro Secretário do Comitê Central do Partido Comunista de Cuba é o líder máximo de Cuba. O Primeiro Secretário é o cargo mais alto dentro do Partido Comunista de Cuba, além de ocupar o primeiro lugar no Politburo, o mais alto órgão decisório em Cuba, o que torna o titular do cargo a pessoa mais poderosa no governo cubano. Nos estados comunistas, o Primeiro ou Secretário-Geral do Partido Comunista é normalmente o líder de facto do país e ocupa uma posição mais poderosa do que cargos estatais como o de Presidente (chefe de Estado) ou Primeiro-Ministro (chefe de governo), quando essas posições são ocupadas por indivíduos diferentes.
O titular do cargo de primeiro secretário preside aos trabalhos do Comitê Central do Partido Comunista de Cuba (PCC), que é designado como "a vanguarda organizada da nação cubana" e como "a força motriz superior da sociedade e do Estado" pelo artigo 5.º da Constituição de Cuba.  O Comitê Central do PCC, órgão político-executivo máximo do Partido entre as convocações do congresso do partido, tem o direito de eleger e destituir o primeiro secretário em uma de suas sessões. O primeiro secretário é responsável por liderar o trabalho do Secretariado, o mais alto órgão executivo do Partido, e presidir as sessões do Politburo, o mais alto órgão político do Partido. O atual primeiro secretário é Miguel Díaz-Canel, eleito pela 1ª Sessão do 8º Comitê Central em 19 de abril de 2021, e ele atua simultaneamente como presidente de Cuba.
A primeira organização precursora do atual PCC foi formada em 18 de agosto de 1925 e elegeu o espanhol José Miguel Pérez como seu líder. Devido às ações repressivas do estado cubano de Gerardo Machado, Pérez foi expulso do país treze dias depois, em 31 de agosto.  Isso deixou o partido recém-criado em crise, e José Peña Vilaboa assumiu a posição de Pérez e manteve-a até sua morte em 13 de março de 1927. Devido aos seus problemas de saúde, Miguel Valdés García serviu como secretário-geral interino durante a maior parte do mandato de Peña Vilaboa.  Valdés García continuou a fazê-lo até abril de 1927, quando Joaquín Valdés Hernández foi eleito secretário-geral.  A repressão estatal e a má organização paralisaram o trabalho do partido até que a Internacional Comunista (Comintern) nomeou Jorge Abílio Vivó d'Escoto como secretário-geral do partido em 1930.  Em agosto de 1933, ocorreu uma greve geral em Havana que exigiu a remoção de Machado. Diz-se que Vivó avaliou mal a situação revolucionária e foi forçado a demitir-se por ordem do Comintern no 2º Congresso, realizado de 20 a 22 de abril de 1934.  Blas Roca Calderio foi eleito no lugar de Vivó e permaneceu no cargo até 24 de junho de 1961, quando o partido se fundiu com o Movimento 26 de Julho e o Diretório Revolucionário 13 de Março para formar as Organizações Revolucionárias Integradas (OIR), que elegeram Fidel Castro como seu primeiro secretário.  A ORI foi transformada no Partido Unido para a Revolução Socialista de Cuba (PURSC) em 26 de março de 1962. Três anos depois, em 3 de outubro de 1965, o PURSC convocou o 1º Congresso do recém-criado Partido Comunista de Cuba. O 1º Comitê Central, eleito pelo 1º Congresso, reuniu-se para a sua 1ª Sessão em 3 de Outubro de 1965 e elegeu Fidel como primeiro secretário.  Permaneceu no cargo durante 49 anos até à convocação da 1ª Sessão Plenária do 6º Comitê Central, em 19 de Abril de 2011, que elegeu o seu irmão Raúl Castro para suceder-lhe no cargo.  Raúl permaneceu no cargo por dois mandatos eleitorais e foi sucedido por Miguel Díaz-Canel em 19 de abril de 2021. 

## História
| Título | Estabelecido          | Abolido               | Estabelecido por               | Ref.   |
| --- | --------------------- | --------------------- | ------------------------------ | ------ |
| Secretário-Geral do Comitê Central do Partido Comunista de Cuba em castelhano: Secretario General del Comité Central del Partido Comunista de Cuba                                                     | 18 de agosto de 1925  | 13 de agosto de 1939  | 1º Congresso                   | [ 11 ] |
| Secretário-Geral do Comitê Central da União Comunista Revolucionária em castelhano: Secretario General del Comité Central de la Unión Comunista Revolucionaria                                         | 13 de agosto de 1939  | 22 de janeiro de 1944 | Comitê Central do 3º Congresso | [ 12 ] |
| Secretário-Geral do Comitê Central do Partido Socialista Popular em castelhano: Secretario General del Comité Central del Partido Socialista Popular                                                   | 22 de janeiro de 1944 | 24 de junho de 1961   | 4º Congresso                   | [ 13 ] |
| Primeiro Secretário da Direção Nacional das Organizações Revolucionárias Integradas em castelhano: Primer Secretario de la Dirección Nacional de Organizaciones Revolucionarias Integradas             | 26 de julho de 1961   | 26 de março de 1962   | ?                              |        |
| Primeiro Secretário do Comitê Central do Partido Unido para a Revolução Socialista de Cuba em castelhano: Primer Secretario del Comité Central del Partido Unido para la Revolución Socialista de Cuba | 26 de março de 1962   | 3 de outubro de 1965  | ?                              | [ 8 ]  |
| Primeiro Secretário do Comitê Central do Partido Comunista de Cuba em castelhano: Primer Secretario del Comité Central del Partido Comunista de Cuba                                                   | 3 de outubro de 1965  | Presente              | 1º Congresso                   | [ 3 ]  |

## Lista de titulares
| N°. | Titular | Titular           | Posse                | Fim do Mandato       | Tempo no cargo    | Comitê Central              | Nascimento | Filiação ao partido | Morte | Ref.   |
| --- | ------- | ----------------- | -------------------- | -------------------- | ----------------- | --------------------------- | ---------- | ------------------- | ----- | ------ |
| 1   |         | José Miguel Pérez | 18 de agosto de 1925 | 31 de agosto de 1925 | 13 dias           | 1° (1925–1934)              | 1896       | 1925                | 1936  | [ 3 ]  |
| 2   |         | José Peña Vilaboa | Setembro de 1925     | 13 de março de 1927  | 1 ano e 6 meses   | 1° (1925–1934)              | 1891       | 1925                | 1927  | [ 4 ]  |
| 3   |         | Joaquín Valdés    | Abril de 1927        | ?                    | ?                 | 1° (1925–1934)              | ?          | 1925                | ?     | [ 4 ]  |
| 4   |         | Jorge Vivó        | 29 March 1930        | 22 de abril de 1934  | 4 anos, 24 dias   | 1° (1925–1934)              | 1906       | 1927                | 1979  | [ 14 ] |
| 5   |         | Blas Roca         | 22 de abril de 1934  | 24 de junho de 1961  | 27 anos, 2 dias   | 2°–? (1934–1961)            | 1908       | 1930                | 1987  | [ 15 ] |
| 6   |         | Fidel Castro      | 26 de julho de 1961  | 19 de abril de 2011  | 49 anos, 267 dias | PROV–5° (1961–2011)         | 1926       | 1955                | 2016  | [ 9 ]  |
| 7   |         | Raúl Castro       | 19 de abril de 2011  | 19 de abril de 2021  | 10 anos           | 6°–8° (2011–21)             | 1931       | 1953                | Alive | [ 16 ] |
| 8   |         | Miguel Díaz-Canel | 19 de abril de 2021  | Incumbente           | 4 anos, 67 dias   | 8°–presente (2021–presente) | 1960       | 1985                | Alive | [ 10 ] |